# Hydroporus semenowi
Hydroporus semenowi is een keversoort uit de familie waterroofkevers (Dytiscidae). De wetenschappelijke naam van de soort is voor het eerst geldig gepubliceerd in 1897 door Jakovlev.